# Sikêra Júnior
José Siqueira Barros Júnior, mais conhecido como Sikêra Júnior (Palmares, 17 de junho de 1966), é um apresentador de televisão, cantor, radialista e ator brasileiro. Atualmente comanda o programa Alerta, na TV A Crítica, em Manaus. Entre 2020 e 2023, comandou o Alerta Nacional, na RedeTV!, pra todo o Brasil. Sikêra Júnior também é conhecido por ser controverso e fazer declarações consideradas racistas, homofóbicas, machistas e misóginas, além de negacionistas sobre a COVID-19.
Nascido em Palmares, começou a carreira no rádio aos 14 anos. Em 2000, ingressou como repórter na TV Alagoas (atual TV Ponta Verde) e, no final de 2016, tornou-se viral nas redes sociais após jogar uma "praga" contra os usuários de maconha. Suas apresentações tornaram-se memes e difundiram-se rapidamente na internet. Sikêra tem mais de 6 milhões de seguidores no Instagram e um canal no YouTube com cerca de 5 milhões de inscritos.

## Carreira

### Rádio
Nascido em Palmares, começou a carreira no rádio aos 14 anos na Rádio Cultura dos Palmares. Ainda em Pernambuco, trabalhou em outras rádios da região e na Globo Nordeste.

### Televisão

#### TV Alagoas (2000–2018)
No ano 2000 ingressou como repórter na TV Alagoas (atual TV Ponta Verde). Em 2012, assumiu a titularidade do Plantão Alagoas. No final de 2016, tornou-se viral nas redes sociais, após jogar uma "praga" contra os usuários de maconha e afirmar que "eles iriam morrer antes do Natal". Contudo, seu sucesso quase mudou completamente ainda no final daquele ano, pois Sikêra sofreu ataque cardíaco que quase ceifou-lhe a vida, provocando o seu afastamento na apresentação do Plantão Alagoas por um tempo. Após ficar um mês afastado devido a um infarto no início de 2017, surpreendeu o público retornando ao seu programa dentro de um caixão e fazendo novas provocações aos usuários de maconha.

#### TV Arapuan (2018–2019)
No ano de 2018, aceitou proposta do Sistema Arapuan de Comunicação, em João Pessoa, com quem assinou contrato para apresentar o programa policial Cidade em Ação, da TV Arapuan, na época afiliada à RedeTV!, cuja estreia ocorreu no dia 12 de março de 2018.

##### Declarações discriminatórias e processo
Em 5 de junho de 2018, o apresentador proferiu ao vivo no programa policial, falas consideradas discriminatórias, machistas, misóginas e racistas contra uma mulher negra que estava sob custódia em uma cadeia pública de João Pessoa. No vídeo, ele afirma que "mulher que não pinta as unhas é sebosa e nojenta" e também fez gestos que simulavam o uso de barbeador de lâminas nas genitálias e nas axilas, indicando que mulheres que não se depilam também seriam "sebosas". Em determinado momento das agressões, ele também afirma que as narinas da mulher parecem uma "venta de jumenta".
Por conta das declarações, o Ministério Público Federal (MPF) ajuizou, em junho de 2021, uma ação civil pública em que pede a condenação de Sikêra para reparar o dano moral coletivo decorrente de discurso de ódio às mulheres. À Justiça, o MPF pede que o apresentador indenize em 200 mil reais a mulher negra que teve a dignidade ofendida por ele, além do pagamento de 2 milhões de reais a entidades feministas ou de promoção de direitos humanos ou, alternativamente, ao Fundo Nacional de Direitos Difusos.

#### TV A Crítica (2019)
Em 14 de junho de 2019, apresentou pela última vez o programa Cidade em Ação e deixou a TV Arapuan, de João Pessoa, para assinar com a TV A Crítica, de Manaus, onde apresentava o programa policial Alerta Amazonas, cuja estreia ocorreu em 23 de julho de 2019.

#### RedeTV! (2019–2023)
Em dezembro de 2019, foi anunciado como novo apresentador da RedeTV!, onde comandava o Alerta Nacional, seu primeiro programa em rede nacional e também o primeiro programa em rede nacional gerado a partir de Manaus. A estreia do novo projeto aconteceu no 28 de janeiro de 2020, a partir das 18 horas, no horário de Brasília.
Quando a RedeTV! colocou Sikêra Júnior em rede nacional, a resposta do público foi positiva, sendo que o programa Alerta Nacional chegou a triplicar os números de audiência do canal em relação aos registrados pela emissora naquela faixa horária anteriormente. Porém, com a baixa audiência e a repercussão negativa que o programa e o apresentador tiveram nos últimos anos, devido a declarações polêmicas, a emissora anunciou em 08 de abril de 2023 a rescisão de contrato com Sikêra (que iria até 2027) e o fim da parceria com a TV A Crítica, causando também o fim do Alerta Nacional, que ocorreu no dia 17 (seria no dia 28, mas foi antecipado devido ao retorno de Sikêra ao jornal, que no dia 18, após um período de recuperação de doença).
Sikêra Júnior posteriormente processou a RedeTV! para determinar se a empresa repassava corretamente valores de anunciantes e de merchandising que lhes eram devidos, bem como por conta da quebra de contrato, que originalmente tinha término previsto em 2027.

##### Nota de repúdio do SJP-AM
Em março de 2020, o Sindicato dos Jornalistas Profissionais do Amazonas (SJP-AM) divulgou uma nota de repúdio contra Sikêra Júnior, após o apresentador declarar que "em redações de jornais e de TVs existem os que escrevem contra o país (...) [e os] que só querem atrapalhar (...) as outras emissoras de televisão no Brasil, quesito TV e rádio, estão mudando. A gente vai tirar quem tá atrapalhando, quem só escreve contra o país, quem só quer atrapalhar o processo, né? Quem quer torcer contra (...) chega de tanto esquerdista escondido nas redações das TVs".
Em nota, o sindicato disse que "a fala do apresentador de TV agride a função social e a ética do jornalismo e dos jornalistas". Como resposta, o apresentador expôs a presidente do sindicato em rede social dizendo: "Essa é Dora Tupinambá, presidente do Sindicato dos Jornalistas do Amazonas. A que fez nota de repúdio contra mim! Tá explicado". O comentário é devido a duas fotos de Dora Tupinambá, com as legendas que dizem: "Mulher não vota em Bolsonaro" e "#EleNão" Em uma terceira imagem tem uma publicação do SJP-AM com a imagem de Marielle Franco.

##### Ataques à TV Globo e processo
Na mesma época, entre 2019 e 2020, o apresentador teria atacado sem provas a TV Globo e seus executivos, levando, tempos depois, a um processo judicial.
Em janeiro de 2025, o apresentador foi condenado a pagar R$ 100 mil à TV Globo por conta do processo referente aos ataques contra a emissora. Cabe recurso.

##### Pandemia de COVID-19
Assim como o presidente Jair Bolsonaro, o apresentador vinha apresentando um posicionamento contra o isolamento social, minimizando a doença em alguns aspectos em meio a pandemia de COVID-19. Ele também defendeu tratamentos sem eficácia comprovada contra a doença, como a cloroquina. Segundo um documento apresentado na CPI da Covid pela Secom (Secretaria Especial de Comunicação Social) em junho de 2021, o Governo Jair Bolsonaro repassou 120 mil reais de cachê ao apresentador sob a justificativa de que ele teria participado de sete campanhas publicitárias do governo, entre elas está a do 'Cuidado Precoce para a Covid-19', que indicava o tratamento logo após os primeiros sintomas, pela qual Sikêra recebeu 24 mil reais. 

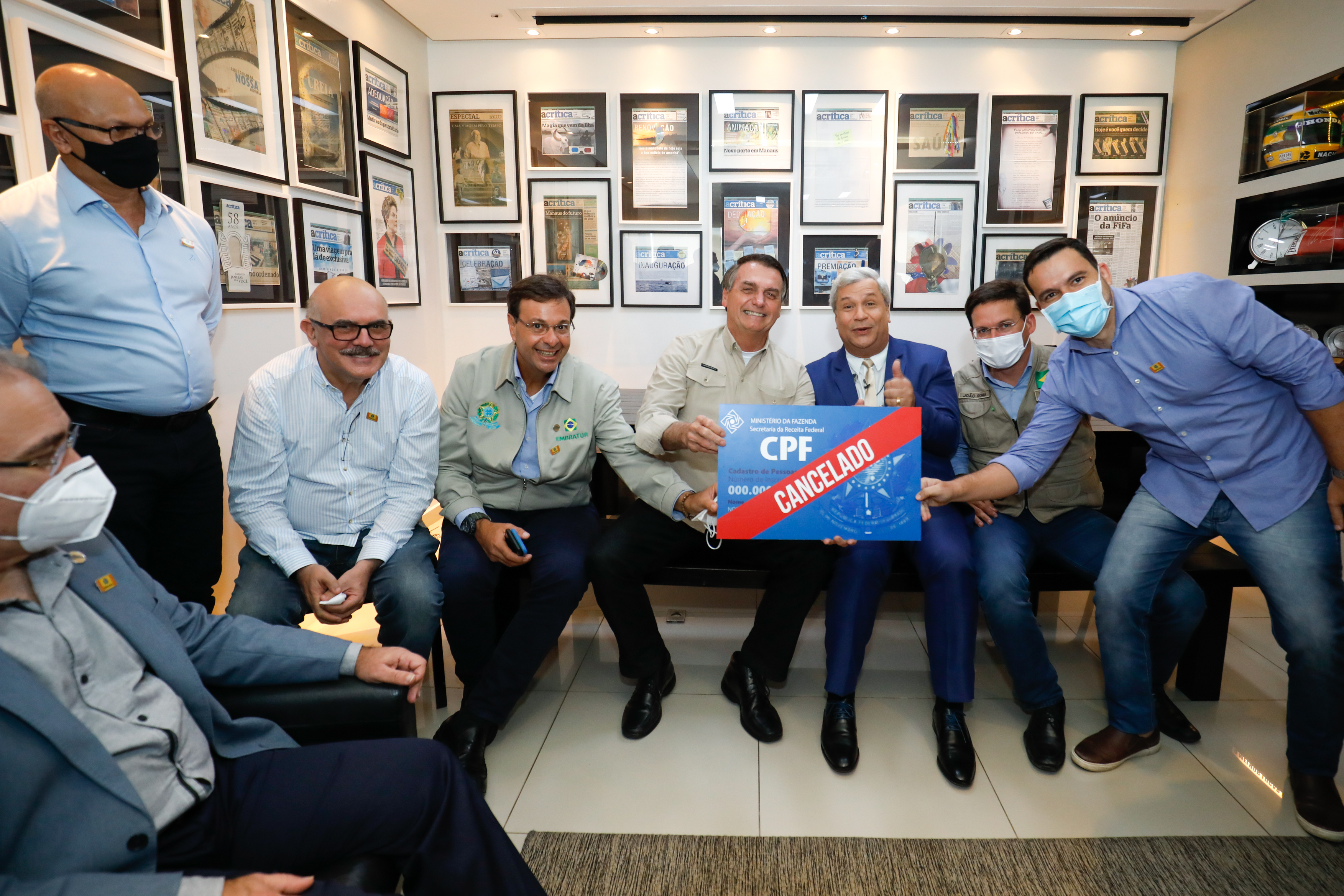
Sikêra Júnior e Jair Bolsonaro posam para uma foto exibindo uma placa de "CPF cancelado"

Em outubro de 2020, Sikêra foi hospitalizado como suspeito de um dos portadores do vírus. No entanto, seu primeiro teste teve diagnóstico negativo para o COVID-19. Posteriormente, no Alerta Nacional confirmou ter sido infectado pelo coronavírus, onde também declarou que se arrependeu de ter subestimado a doença. Em 23 de abril de 2020, foi afastado do programa por um mês, em virtude dele ter apresentado diversos sintomas do COVID-19, durante a pandemia do novo coronavírus. No dia anterior, ele passou mal enquanto apresentava o programa e foi substituído urgentemente na edição regional do programa pela jornalista Mayara Rocha. Após ter testado negativo, foi confirmado em uma contraprova, em 29 de abril, que o apresentador estava com a doença.

##### Ataques a pessoas LGBT durante atuação na RedeTV!
Em agosto de 2020, o apresentador foi condenado em primeira instância a pagar 30 mil reais à modelo transexual Viviany Beleboni por chamá-la de "raça desgraçada" enquanto exibia, em seu programa, uma imagem dela representada como Jesus crucificado durante a 19ª Parada do Orgulho LGBT de São Paulo, ocorrida na Avenida Paulista no ano de 2015. Em novembro, no entanto, a 16ª Vara Cível de São Paulo indeferiu uma das três ações movidas pela modelo contra Sikêra e determinou que ela pagasse 10% de multa para cobrir as custas processuais. A modelo entrou com um recurso para reverter a decisão, mas ela foi mantida pela 5ª Câmara do Direito Privado de São Paulo com aumento da multa para 15%.
Em 30 de junho de 2021, o MPF ajuizou uma ação civil pública contra Sikêra Júnior e a RedeTV por conta do apresentador ter associado, na edição do programa do dia 25 de junho, o crime de pedofilia e uso de drogas aos homossexuais. Na ação, há ainda o pedido de indenização de 10 milhões de reais por danos morais coletivos, que seriam voltados à estruturação de centros de cidadania LGBT. Por suas declarações, Sikêra virou alvo de boicote nas redes sociais e pressão para que empresas deixassem de patrocinar seu programa. Como resultado, 43 companhias anunciaram a suspensão de publicidade no programa de Sikêra, entre elas BMW, Ford, TIM, Casas Bahia, Samsung, Renault e Caixa Econômica Federal. O programa, que costumava ter um intervalo comercial de 4 minutos de duração, passou a ter apenas 1 minuto e 45 segundos de propagandas após a controvérsia. Após a saída de patrocinadores, a emissora emitiu ainda uma carta de repúdio às falas do apresentador e, em 7 de julho de 2021, a apresentadora Nathalia Arcuri decidiu deixar a RedeTV por não concordar com os comentários de Sikêra Júnior. Todavia, no programa do dia 29 de junho de 2021, Sikêra pediu desculpas a quem se sentiu ofendido.
Em novembro de 2024, o Tribunal de Justiça do Amazonas (TJAM) condenou o apresentador a dois anos de prisão por declarações feitas contra a comunidade LGBTQIAPN+. Segundo a decisão, Sikêra Jr deve cumprir 200 dias-multa e dois anos de reclusão em regime aberto pelo crime previsto na Lei nº 7.716/1989, que prevê punição para casos de discriminação ou preconceito de raça, cor, etnia, religião ou procedência nacional. Mesmo com a prisão em regime aberto proferida, Sikêra Jr teve autorização para substituição da pena privativa de liberdade em duas restritivas. Sendo assim, ele deve cumpri-la prestando serviço à comunidade por prazo e horários a serem estabelecidos, segundo as diretrizes da Vara de Medidas e Penas Alternativas (VEMEPA).

##### Imputação de crime
Em outubro de 2024, o Tribunal de Justiça de São Paulo condenou a RedeTV! e o apresentador Sikêra Jr. a pagar R$ 20 mil de indenização a um motorista de Uber falsamente acusado de ser "bandido" e "estuprador" durante o programa Alerta Nacional, em 2022. O caso envolve uma corrida de Uber, na qual uma passageira se assustou ao ver o motorista fechar os vidros e aplicar uma substância nas mãos, imaginando que seria sedada. A mulher saiu do carro e registrou um boletim de ocorrência na Polícia Civil, mas a investigação foi arquivada após a perícia confirmar que o produto era álcool em gel. O homem foi inocentado. Além da indenização, a emissora foi condenada a veicular uma retratação em um telejornal de horário nobre. A decisão, de segunda instância, ainda cabe recurso.

#### Retorno à TV A Crítica (2023–)
Ainda em 2023, depois de sua demissão pela RedeTV!, o apresentador voltou à TV A Crítica para o programa Alerta, que passou a se chamar Novo Alerta e, posteriormente, Alerta com Sikêra Jr.

### Música
Ainda no Plantão Alagoas, em 2017, ao comentar a prisão de uma menor de idade detida em flagrante delito com uma quantidade de maconha, Sikêra, em improviso, cantou pela primeira vez uma espécie de versão beta do que seria o seu meme e maior sucesso musical, o "Reggae do Maconheiro", que teve com mais de 4 milhões de visualizações em seu canal no YouTube com o título de "Maconheira feia do cão".
Em 2021, Sikêra começou se apresentar em transmissões ao vivo na internet a princípio, com apresentações e ensaios da nova formação da agora chamada: Sikêra Jr e Banda Manicômio.
Sikêra tem como repertório de músicas populares nos anos 1980 e 1990. Em diversas lives realizadas e retransmitidas pela TV Acritica e RedeTV! também foram arrecadadas doações para instituições de caridade.

### Cinema
Participou do filme Exterminadores do Além contra a Loira do Banheiro, gravado e lançado em 2018. Encenando o Diretor Nogueira, fez parte do elenco principal ao lado de Danilo Gentili, Léo Lins, Murilo Couto, Dani Calabresa, Pietra Quintela e Ratinho.

## Filmografia

### Televisão
| Programas   | Programas              | Programas      | Programas    |
| Ano         | Título                 | Emissora       | Papel        |
| ----------- | ---------------------- | -------------- | ------------ |
| 2000–2012   | Plantão Alagoas        | TV Ponta Verde | Repórter     |
| 2011–2012   | Giro da Madrugada      | TV Ponta Verde | Apresentador |
| 2012–2018   | Plantão Alagoas        | TV Ponta Verde | Apresentador |
| 2017–2018   | Programa do Sikêra     | TV Ponta Verde | Apresentador |
| 2018–2019   | Cidade em Ação         | TV Arapuan     | Apresentador |
| 2019–2023   | Alerta Amazonas/Alerta | TV A Crítica   | Apresentador |
| 2020–2023   | Alerta Nacional        | RedeTV!        | Apresentador |
| 2023 – 2024 | Novo Alerta            | TV A Crítica   | Apresentador |
| 2024 –      | Alerta com Sikêra Jr   | TV A Crítica   | Apresentador |

### Cinema
| Ano  | Título                                            | Personagem       |
| ---- | ------------------------------------------------- | ---------------- |
| 2018 | Exterminadores do Além contra a Loira do Banheiro | Diretor Nogueira |

### Internet
| Ano           | Título        | Cargo        | Plataforma |
| ------------- | ------------- | ------------ | ---------- |
| 2010–presente | Sikêra Júnior | Apresentador | YouTube    |